# مورچه‌پروری

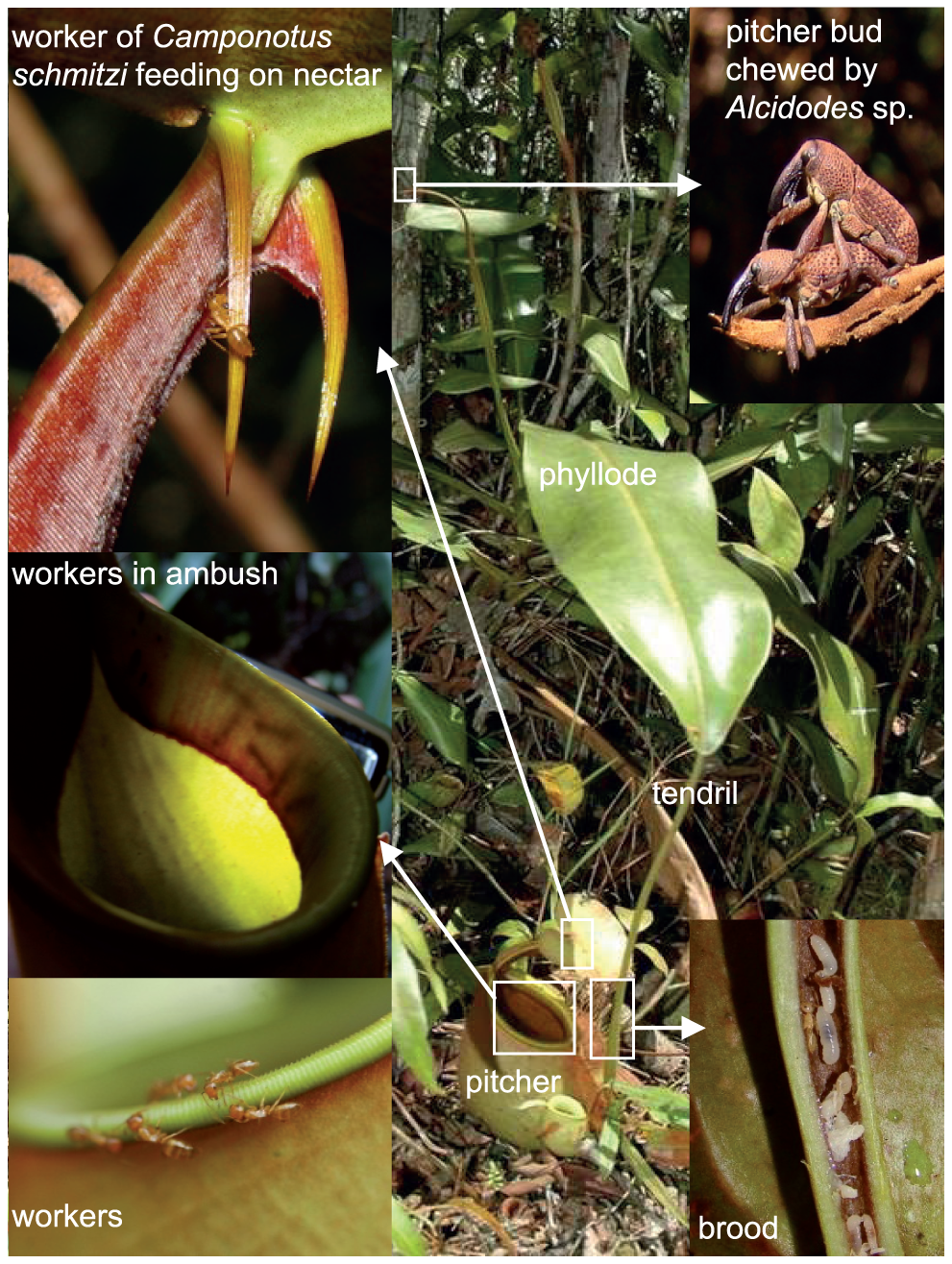
مورچه شیرجه‌زن در ارتباط با میزبان مورچه‌پرور خود، گیاه‌پارچ دودندان

مورچه‌پروری (انگلیسی: Myrmecotrophy)، توانایی گیاهان برای به‌دست آوردن مواد مغذی از مورچه‌ها است که نوعی همزیستی دوسویه است. با توجه به این رفتار، هجوم پوشش گیاهی به محیط‌های خشن گسترش می‌یابد.
بقایای مرده حشرات پرت شده توسط مورچه‌ها توسط زگیل عدسی‌مانند در مورچه‌گیاه‌ها (Myrmecophyte) مانند هیدنوفیتوم (Hydnophytum) و میرمکودیا (Myrmecodia) جذب می‌شود. میرمکودیا از زگیل‌های عدسی‌شکل خود برای مکیدن مواد مغذی از حشرات خارج شده توسط مورچه‌ها استفاده می‌کند. مورچه‌ها به نوبه خود از یک مکان امن برای تشکیل کلنی خود بهره می‌برند.
گیاه‌پارچ دودندان تقریباً ۴۲ درصد از کل نیتروژن برگی خود را از پسماند مورچه‌ها به‌دست می‌آورد.